# Forcado

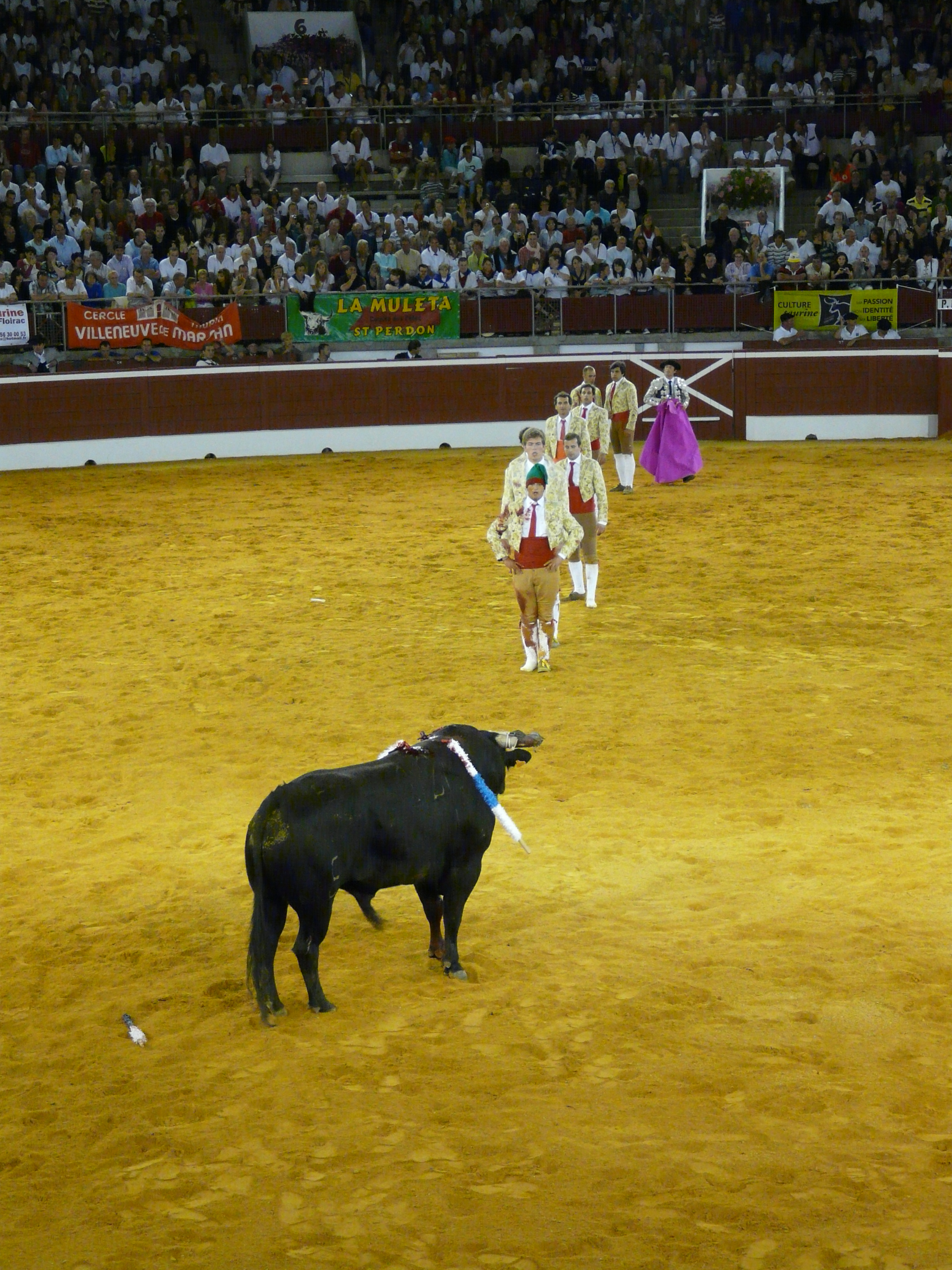
Forcados en la plaza francesa de Mont-de-Marsan.

El forcado es un mozo que participa en una suerte típica de las corridas de toros portuguesas. Actúan siempre en grupo por lo que a esta suerte se la denomina a menudo en plural: forcados. Es realizada por mozos aficionados (amadores), organizados en grupos, que esperan a pie firme en la arena al toro embolado y lo sujetan. El grupo consta de ocho hombres, uno de ellos es el forcado de cara y los otros siete son ayudas que auxilian a inmovilizar al astado.
Su nombre deriva de forcado, la horquilla que llevaban antiguamente los mozos de forcado para defender al palco real en las fiestas de toros. Estos mozos, pertenecientes en un inicio a la milicia, formaban parte de la guardia real y de ellos derivan directamente los forcados, que actualmente son profesionistas y estudiantes.
Los forcados son grupos amateurs, es decir aficionados; son varios hombres que en una corrida de toros pegan el toro. Cuando se ejecuta una pega, ocho hombres entran al ruedo y su tarea o suerte es inmovilizar al toro para después soltarlo, quedando solo el rabillador quien remata la suerte haciendo que el toro se mueva en círculos. El primero es el forcado de cara, los otros siete le ayudan a inmovilizar al toro, habiendo uno (el rabillador) que asegura el rabo del toro, para intentar frenarlo, desestabilizándolo, para que al ser consumada la pega, sus compañeros puedan soltarlo (dar salida) sin ser embestidos por este; la formación es la siguiente: un forcado de cara, una primera ayuda, dos segundas ayudas, un rabillador y tres terceras ayudas.
Después de la reunión del forcado de cara con el toro, cabe a los ayudas la tarea de inmovilizar al toro para que la pega se considere realizada o consumada. El rabillador es el responsable de rematar la pega haciendo que el toro no embista sobre los demás al soltarlo. La pega, únicamente consiste en inmovilizar al toro con el forcado de cara agarrado de la parte frontal de la cabeza, es decir, entre los cuernos; si el forcado de cara quedase fuera de los cuernos, el toro no se considera pegado, por lo que es necesario repetir la suerte.

## El origen de los forcados
En 1836 en Portugal, durante el reinado de  María II de Portugal, fue decretada la prohibición de la muerte de los toros en el ruedo, y para complemento de la lidia de los cavaleiros (rejoneadores), se comenzó a pegar el toro. Fue así que en siglo XIX tuvo formalmente origen la existencia de los forcados como la conocemos el día de hoy.
Descienden directamente de los antiguos Monteiros da Choca, grupo de hombres que, utilizando un bastón terminado en horquilla llamado forcado, defendían en la arena el acceso al camarote del Rey. Con el decreto de Doña Maria II fueron ellos quienes comenzaron a pegar los toros, evolucionando el nombre de Monteiros da Choca a Mozos de Forcado o simplemente Forcados.

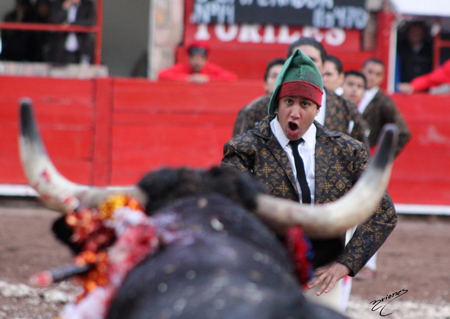
Forcados en Monumental de Zacatecas, México.

## La pega
La pega ya se practicaba en algunas partes de Portugal sin llegar a ser un espectáculo, sino más bien una costumbre popular y la técnica ha ido sufriendo algunas alteraciones hasta nuestros días. La pega del toro no es la actividad brutal que puede parecer a las personas menos conocedoras, es un arte que se basa en una técnica precisa en la que el forcado que va en primera fila, a quien se le denomina forcado de cara cita al toro gritando 'aaaahhhh lo que pasa es queeeeeeee.
Se trata de un espectáculo de primer orden, peligroso y muy meritorio, aunque no irracional ni suicida, ya que cada pega tiene una técnica adecuada a las condiciones del toro.
Existen varios tipos de pegas, las más utilizadas en nuestros días son la pega de caras y la pega de cernelha, esta última solo utilizada en Portugal.
En la pega de caras, el primer elemento, el forcado de cara, tiene como objetivo agarrarse de la cara del toro después de haberse agarrado de los cuernos (a cornea) o del cuello (a barbela) del toro. Amortiguado el choque de la embestida, no se espera que ese forcado asegure al toro él solo, sino que debe aguantar los derrotes con que el toro intenta deshacerse de él, hasta que los siete forcados restantes lleguen a ayudarlo, también con una técnica determinada, para de esta forma inmovilizar al toro y después liberarlo.
Existe un tipo de pega realizada solo en Portugal llamada pega de cernelha, la cual obedece también a una técnica; realizada la mayoría de las veces como un recurso; ejecutada solo por dos elementos, el cernelheiro y el rabillador, esperan a que el toro sea guiado por cabestros para intentar la suerte. De esta manera la tentativa de pega es hecha por un elemento agarrado de lado izquierdo del toro y otro del rabo del toro, con el mismo objetivo, inmovilizar al toro.
En la pega, la estética está siempre presente. El forcado vale por su serenidad y sangre fría, pero también por su cualidad artística. No necesita valerse de fuerza bruta, antes bien, deberá desenvolver cualidades psicológicas, por lo que se dice que la pega es en realidad arte.

## Los grupos
Existen varios grupos de forcados:
- Portugueses, de los cuales los más antiguos son: Forcados Amadores de Santarém; fundado en 1915 sin haber perdido nunca su antigüedad, Forcados Amadores de Lisboa; Forcados Amadores de Montemor-o-Novo; Forcados Amadores de Évora; Forcados Amadores de São Manços; Forcados Amadores de Vila Franca de Xira. Y algunos de menor antigüedad pero de mucha importancia como: Forcados Amadores de Alcochete; Forcados Amadores do Aposento da Moita; Forcados Amadores do Aposento do Barrete verde de Alcochete; Forcados Amadores da Chamusca; Real Grupo de Forcados Amadores de Moura; Forcados Amadores do Ribatejo, etc.

- Estadounidenses (California): Forcados Amadores de Turlock; Forcados Amadores de Tulare; Forcados Amadores do sul da California (Artesia) y Forcados Amadores do Aposento de Turlock. Esto es porque en California existen corridas de toros incruentas, debido a la gran migración de Portugueses, sobre todo de las islas Azores, quienes tienen un gran conocimiento y amor por la tauromaquia.

- Mexicanos: Forcados Mexicanos (grupo fundado en 1978, siendo este el primer grupo de Forcados en la República Mexicana, con sede en la Ciudad de México), Forcados de Querétaro, Forcados de Mazatlán, Forcados de Teziutlán, Forcados de San Luis Potosí, Forcados Hidalguenses, Forcados de Juriquilla, Forcados de Aguascalientes, Forcados Amadores de Hidalgo, Forcados de Pachuca y Forcados de Puebla.

Los grupos además de ser forcados, son también grupos de amigos, grupos familiares y sobre todo, como solía decir el antiguo forcado y cabo del Grupo de Forcados de Santarem, Ricardo Rhodes Sérgio, una escuela de buenas maneras para enfrentar las dificultades de la vida.
El concepto de antigüedad es muy importante en la tauromaquia, pues es esa antigüedad lo que se considera en la corrida a la portuguesa, cuando actúa más de un grupo de Forcados, siendo que en la partida de plaza a la portuguesa cortesías el grupo más antiguo se forma a la derecha y es ese grupo el que debe pegar el primer toro.
La fecha de Fundación no siempre corresponde a la Antigüedad de un grupo de forcados. La fundación tiene que ver con la primera presentación del grupo en una plaza y la antigüedad está relacionada con las actuaciones secuenciales a lo largo de los años y el pasar de testimonio de cabo para cabo. Siendo así que, cuando un grupo detiene su actividad por uno o más años, o cambia de nombre, su antigüedad se pierde.